# Culicoides melanesiae
Culicoides melanesiae är en tvåvingeart som beskrevs av John William Scott Macfie 1939. Culicoides melanesiae ingår i släktet Culicoides och familjen svidknott. Inga underarter finns listade i Catalogue of Life.